# Craig Gordon
Craig Sinclair Gordon (Edimburgo, 31 dicembre 1982) è un calciatore scozzese, portiere degli Hearts, di cui è capitano, e della nazionale scozzese.

## Caratteristiche tecniche
Portiere agile e reattivo tra i pali, dotato di ottimi riflessi. In grado di guidare con autorevolezza il reparto arretrato, tra le sue doti spicca la capacità di neutralizzare i tiri dagli undici metri.
Con l'arrivo di Brendan Rodgers sulla panchina del Celtic, impara ad interpretare il ruolo in maniera moderna; costruendo il gioco dalle retrovie agendo da libero aggiunto, non limitando più il proprio raggio d'azione alla sola area di rigore.

## Carriera

### Club
Muove i suoi primi passi nelle giovanili degli Hearts. L'8 agosto 2007 lascia gli Hearts - di cui è stato anche capitano - con cui ha sollevato la Coppa di Scozia nel 2006 contro il Gretna, respingendo un rigore decisivo a Derek Townsley alla lotteria degli undici metri nella finale giocata ad Hampden Park, firmando un contratto di 5 anni con il Sunderland in cambio di 9 milioni di sterline (cifra record all'epoca in Inghilterra per un portiere).
Esordisce in Premier League l'11 agosto contro il Tottenham (1-0 a favore dei Black Cats). Il 18 dicembre 2010 una sua parata a distanza ravvicinata - circa un metro - su un tiro di Zat Knight nell'incontro disputato contro il Bolton, verrà premiata nel 2012 come Best Save nella storia ventennale (venne inaugurata nel 1992) della Premier League.
Complici i numerosi infortuni - tra cui uno grave al ginocchio, che lo tiene fermo otto mesi - che lo relegano in panchina a favore di Simon Mignolet, il 19 maggio 2012 il tecnico Martin O'Neill comunica la decisione di non proseguire il rapporto contrattuale con l'estremo difensore scozzese.
Ristabilitosi dai problemi al ginocchio, il 3 luglio 2014 - dopo due anni di inattività, in cui aveva preso in considerazione l'idea di ritirarsi - firma un biennale con opzione di rinnovo con il Celtic. Nominato titolare tra i pali in seguito alla partenza di Fraser Forster, nell'arco della stagione si rende autore di ottime prestazioni - sia nelle competizioni domestiche, che in Europa; che gli valgono il ritorno in nazionale a distanza di quattro anni - contribuendo al double domestico degli scozzesi, che a fine stagione si laureano campioni di Scozia - grazie anche all'estremo difensore scozzese, che mette a referto 20 clean sheet in 33 incontri disputati, di cui otto consecutive tra dicembre e marzo - e vincitori della Coppa di Lega.
Il 23 agosto 2016 respinge un calcio di rigore a Maharan Radi nella partita di ritorno dei preliminari di Champions League. L'incontro terminerà 2-0 per l'Hapoel Be'er Sheva, ma la parata dello scozzese permetterà al Celtic - in virtù della vittoria ottenuta all'andata per 5-2 - di accedere alla fase a gironi della rassegna europea, a distanza di tre anni.

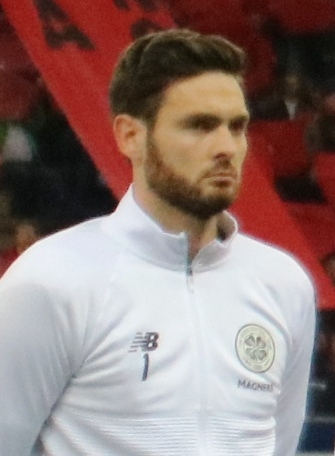
Gordon al nel 2018

Nel 2017 contribuisce ad uno storico treble domestico raggiunto con gli Hoops da imbattuto - non accadeva dal 1899, ma il campionato vinto all'epoca dai Rangers prevedeva 18 giornate - ottenendo una striscia positiva di 47 incontri, vincendo il campionato, la Coppa di Scozia e la Coppa di Lega.
Il 29 giugno 2020 si trasferisce agli Hearts, club nel quale aveva disputato 5 stagioni tra il 2002 e il 2007, firmando un contratto biennale. Il 7 dicembre 2024, in occasione della vittoria per 2-0 degli Hearts sul Dundee, Gordon ottiene il suo 100º clean sheet con la maglia dei Jumbos.

### Nazionale
Esordisce in nazionale il 30 maggio 2004 contro il Trinidad e Tobago. Prima scelta tra i pali della selezione scozzese sotto la guida dei CT Vogts e Smith, nel 2010 - alle prese con diversi problemi fisici - perde il posto a favore di Allan McGregor e David Marshall.
Superati gli infortuni, nel 2014 - alla luce delle prestazioni fornite con il Celtic - il CT Gordon Strachan lo richiama in nazionale a distanza di quattro anni.
Il 7 giugno 2024, scendendo in campo nel secondo tempo della sfida amichevole contro la Finlandia, diventa il giocatore più anziano ad aver mai vestito la maglia della propria nazionale, all'età di 41 anni, 5 mesi e 6 giorni, superando David Weir.
Dopo essere stato escluso dai convocati per l'Europeo 2024, a causa di un infortunio, nell'ottobre dello stesso anno disputa ambo le gare di UEFA Nations League, a causa dell'infortunio di Gunn, raggiungendo la quinta posizione per presenze in nazionale nella sfida del 16 ottobre contro il Portogallo; nell'occasione ha pure fornito un'ottima prestazione contribuendo allo 0-0 finale.
Il 20 marzo 2025, in occasione della sfida, valevole per l'andata dei play-off di Nations League, vinta per 0-1 in casa della Grecia, eguaglia Darren Fletcher al quarto posto per partite giocate con la Scozia (80), per poi superarlo nella sfida di ritorno (persa per 0-3 dagli scozzesi) tre giorni dopo.

## Statistiche

### Presenze e reti nei club
Statistiche aggiornate al 1º dicembre 2024.
| Stagione          | Squadra           | Campionato        | Campionato | Campionato | Coppe nazionali | Coppe nazionali | Coppe nazionali | Coppe continentali | Coppe continentali | Coppe continentali | Altre coppe | Altre coppe | Altre coppe | Totale | Totale |
| Stagione          | Squadra           | Comp              | Pres       | Reti       | Comp            | Pres            | Reti            | Comp               | Pres               | Reti               | Comp        | Pres        | Reti        | Pres   | Reti   |
| ----------------- | ----------------- | ----------------- | ---------- | ---------- | --------------- | --------------- | --------------- | ------------------ | ------------------ | ------------------ | ----------- | ----------- | ----------- | ------ | ------ |
| 2001-2002         | Cowdenbeath       | TD                | 13         | -21        | SC+CdL          | 0+1             | -3              | -                  | -                  | -                  | SCC         | 0           | 0           | 14     | -24    |
| 2002-2003         | Hearts            | PL                | 1          | -1         | SC+CdL          | 1+0             | -4              | -                  | -                  | -                  | -           | -           | -           | 2      | -5     |
| 2003-2004         | Hearts            | PL                | 30         | -27        | SC+CdL          | 2+2             | -3 + -2         | CU                 | 2                  | -2                 | -           | -           | -           | 36     | -34    |
| 2004-2005         | Hearts            | PL                | 38         | -41        | SC+CdL          | 6+3             | -7 + -5         | CU                 | 6                  | -9                 | -           | -           | -           | 53     | -62    |
| 2005-2006         | Hearts            | PL                | 36         | -26        | SC+CdL          | 5+2             | -3 + -1         | -                  | -                  | -                  | -           | -           | -           | 43     | -30    |
| 2006-2007         | Hearts            | PL                | 34         | -35        | SC+CdL          | 1+1             | 0 + -1          | UCL+CU             | 4+2                | -5 + -2            | -           | -           | -           | 42     | -43    |
| 2007-2008         | Sunderland        | PL                | 34         | -55        | FACup+CdL       | 1+0             | -3              | -                  | -                  | -                  | -           | -           | -           | 35     | -58    |
| 2008-2009         | Sunderland        | PL                | 12         | -17        | FACup+CdL       | 1+1             | -2 + -1         | -                  | -                  | -                  | -           | -           | -           | 14     | -20    |
| 2009-2010         | Sunderland        | PL                | 26         | -30        | FACup+CdL       | 1+3             | -2 + -1         | -                  | -                  | -                  | -           | -           | -           | 30     | -33    |
| 2010-2011         | Sunderland        | PL                | 15         | -21        | FACup+CdL       | 0               | 0               | -                  | -                  | -                  | -           | -           | -           | 15     | -21    |
| 2011-2012         | Sunderland        | PL                | 1          | -2         | FACup+CdL       | 0               | 0               | -                  | -                  | -                  | -           | -           | -           | 1      | -2     |
| Totale Sunderland | Totale Sunderland | Totale Sunderland | 88         | -125       |                 | 7               | -9              |                    | -                  | -                  |             | -           | -           | 95     | -134   |
| 2014-2015         | Celtic            | SP                | 33         | -14        | SC+CdL          | 5+4             | -1 + 0          | UCL+UEL            | 2+8                | -2 + -15           | -           | -           | -           | 52     | -32    |
| 2015-2016         | Celtic            | SP                | 35         | -27        | SC+CdL          | 2+3             | -2 + -4         | UCL+UEL            | 6+6                | -5 + -12           | -           | -           | -           | 52     | -50    |
| 2016-2017         | Celtic            | SP                | 35         | -20        | SC+CdL          | 5+4             | -2 + 0          | UCL                | 11                 | -16                | -           | -           | -           | 55     | -38    |
| 2017-2018         | Celtic            | SP                | 26         | -18        | SC+CdL          | 3+4             | 0 + -2          | UCL+UEL            | 12+0               | -22 + 0            | -           | -           | -           | 45     | -42    |
| 2018-2019         | Celtic            | SP                | 18         | -14        | SC+CdL          | 0               | 0               | UCL+UEL            | 6+8                | -4 + -9            | -           | -           | -           | 32     | -27    |
| 2019-2020         | Celtic            | SP                | 0          | 0          | SC+CdL          | 0+2             | -1              | UCL+UEL            | 1+3                | -0 + -3            | -           | -           | -           | 6      | -4     |
| Totale Celtic     | Totale Celtic     | Totale Celtic     | 147        | -93        |                 | 32              | -12             |                    | 63                 | -88                |             | -           | -           | 242    | -193   |
| 2019-2020         | Hearts            |                   | -          | -          | SC              | 2               | -4              | -                  | -                  | -                  | -           | -           | -           | 2      | -4     |
| 2020-2021         | Hearts            | SC                | 26         | -21        | SC+CdL          | 0+3             | -1              | -                  | -                  | -                  | -           | -           | -           | 29     | -22    |
| 2021-2022         | Hearts            | SP                | 36         | -40        | SC+CdL          | 5+5             | -5 + -3         | -                  | -                  | -                  | -           | -           | -           | 46     | -48    |
| 2022-2023         | Hearts            | SP                | 16         | -26        | SC+CdL          | 0+1             | -1              | UEL+UECL           | 2+6                | -3 + -16           | -           | -           | -           | 25     | -46    |
| 2023-2024         | Hearts            | SP                | 3          | -4         | SC+CdL          | 4+0             | -4              | UECL               | 0                  | 0                  | -           | -           | -           | 7      | -8     |
| 2024-2025         | Hearts            | SP                | 13         | -22        | SC+CdL          | 0+1             | -2              | UEL+UECL           | 2+4                | -2 + -5            | -           | -           | -           | 20     | -31    |
| Totale Hearts     | Totale Hearts     | Totale Hearts     | 233        | -243       |                 | 44              | -46             |                    | 28                 | -44                |             | -           | -           | 305    | -333   |
| Totale carriera   | Totale carriera   | Totale carriera   | 481        | -482       |                 | 84              | -70             |                    | 91                 | -132               |             | 0           | 0           | 656    | -684   |

### Cronologia presenze e reti in nazionale
| Cronologia completa delle presenze e delle reti in nazionale ― Scozia | Cronologia completa delle presenze e delle reti in nazionale ― Scozia | Cronologia completa delle presenze e delle reti in nazionale ― Scozia | Cronologia completa delle presenze e delle reti in nazionale ― Scozia | Cronologia completa delle presenze e delle reti in nazionale ― Scozia | Cronologia completa delle presenze e delle reti in nazionale ― Scozia | Cronologia completa delle presenze e delle reti in nazionale ― Scozia | Cronologia completa delle presenze e delle reti in nazionale ― Scozia |
| Data                                                                  | Città                                                                 | In casa                                                               | Risultato                                                             | Ospiti                                                                | Competizione                                                          | Reti                                                                  | Note                                                                  |
| --------------------------------------------------------------------- | --------------------------------------------------------------------- | --------------------------------------------------------------------- | --------------------------------------------------------------------- | --------------------------------------------------------------------- | --------------------------------------------------------------------- | --------------------------------------------------------------------- | --------------------------------------------------------------------- |
| 30-5-2004                                                             | Edimburgo                                                             | Scozia                                                                | 4 – 1                                                                 | Trinidad e Tobago                                                     | Amichevole                                                            | -1                                                                    |                                                                       |
| 3-9-2004                                                              | Valencia                                                              | Spagna                                                                | 1 – 1                                                                 | Scozia                                                                | Amichevole                                                            | -1                                                                    |                                                                       |
| 8-9-2004                                                              | Glasgow                                                               | Scozia                                                                | 0 – 0                                                                 | Slovenia                                                              | Qual. Mondiali 2006                                                   | -                                                                     |                                                                       |
| 9-10-2004                                                             | Glasgow                                                               | Scozia                                                                | 0 – 1                                                                 | Norvegia                                                              | Qual. Mondiali 2006                                                   | -1                                                                    |                                                                       |
| 13-10-2004                                                            | Chișinău                                                              | Moldavia                                                              | 1 – 1                                                                 | Scozia                                                                | Qual. Mondiali 2006                                                   | -1                                                                    |                                                                       |
| 26-3-2005                                                             | Milano                                                                | Italia                                                                | 2 – 0                                                                 | Scozia                                                                | Qual. Mondiali 2006                                                   | -1                                                                    | 38’                                                                   |
| 4-6-2005                                                              | Glasgow                                                               | Scozia                                                                | 2 – 0                                                                 | Moldavia                                                              | Qual. Mondiali 2006                                                   | -                                                                     |                                                                       |
| 8-6-2005                                                              | Minsk                                                                 | Bielorussia                                                           | 0 – 0                                                                 | Scozia                                                                | Qual. Mondiali 2006                                                   | -                                                                     |                                                                       |
| 17-8-2005                                                             | Graz                                                                  | Austria                                                               | 2 – 2                                                                 | Scozia                                                                | Amichevole                                                            | -                                                                     | 46’                                                                   |
| 3-9-2005                                                              | Glasgow                                                               | Scozia                                                                | 1 – 1                                                                 | Italia                                                                | Qual. Mondiali 2006                                                   | -1                                                                    |                                                                       |
| 7-9-2005                                                              | Oslo                                                                  | Norvegia                                                              | 1 – 2                                                                 | Scozia                                                                | Qual. Mondiali 2006                                                   | -1                                                                    |                                                                       |
| 8-10-2005                                                             | Glasgow                                                               | Scozia                                                                | 0 – 1                                                                 | Bielorussia                                                           | Qual. Mondiali 2006                                                   | -1                                                                    |                                                                       |
| 12-10-2005                                                            | Celje                                                                 | Slovenia                                                              | 0 – 3                                                                 | Scozia                                                                | Qual. Mondiali 2006                                                   | -                                                                     | 70’                                                                   |
| 12-11-2005                                                            | Glasgow                                                               | Scozia                                                                | 1 – 1                                                                 | Stati Uniti                                                           | Amichevole                                                            | -1                                                                    |                                                                       |
| 1-3-2006                                                              | Glasgow                                                               | Scozia                                                                | 1 – 3                                                                 | Svizzera                                                              | Amichevole                                                            | -2                                                                    | 46’                                                                   |
| 2-9-2006                                                              | Glasgow                                                               | Scozia                                                                | 6 – 0                                                                 | Fær Øer                                                               | Qual. Euro 2008                                                       | -                                                                     |                                                                       |
| 6-9-2006                                                              | Kaunas                                                                | Lituania                                                              | 1 – 2                                                                 | Scozia                                                                | Qual. Euro 2008                                                       | -1                                                                    |                                                                       |
| 7-10-2006                                                             | Glasgow                                                               | Scozia                                                                | 1 – 0                                                                 | Francia                                                               | Qual. Euro 2008                                                       | -                                                                     |                                                                       |
| 11-10-2006                                                            | Kiev                                                                  | Ucraina                                                               | 2 – 0                                                                 | Scozia                                                                | Qual. Euro 2008                                                       | -2                                                                    |                                                                       |
| 24-3-2007                                                             | Glasgow                                                               | Scozia                                                                | 2 – 1                                                                 | Georgia                                                               | Qual. Euro 2008                                                       | -1                                                                    |                                                                       |
| 28-3-2007                                                             | Bari                                                                  | Italia                                                                | 2 – 0                                                                 | Scozia                                                                | Qual. Euro 2008                                                       | -2                                                                    |                                                                       |
| 30-5-2007                                                             | Vienna                                                                | Austria                                                               | 0 – 1                                                                 | Scozia                                                                | Amichevole                                                            | -                                                                     | 46’                                                                   |
| 6-6-2007                                                              | Toftir                                                                | Fær Øer                                                               | 0 – 2                                                                 | Scozia                                                                | Qual. Euro 2008                                                       | -                                                                     |                                                                       |
| 22-8-2007                                                             | Glasgow                                                               | Scozia                                                                | 1 – 0                                                                 | Sudafrica                                                             | Amichevole                                                            | -                                                                     |                                                                       |
| 8-9-2007                                                              | Glasgow                                                               | Scozia                                                                | 3 – 1                                                                 | Lituania                                                              | Qual. Euro 2008                                                       | -1                                                                    |                                                                       |
| 12-9-2007                                                             | Parigi                                                                | Francia                                                               | 0 – 1                                                                 | Scozia                                                                | Qual. Euro 2008                                                       | -                                                                     |                                                                       |
| 13-10-2007                                                            | Glasgow                                                               | Scozia                                                                | 3 – 1                                                                 | Ucraina                                                               | Qual. Euro 2008                                                       | -1                                                                    |                                                                       |
| 17-10-2007                                                            | Tbilisi                                                               | Georgia                                                               | 2 – 0                                                                 | Scozia                                                                | Qual. Euro 2008                                                       | -2                                                                    |                                                                       |
| 17-11-2007                                                            | Glasgow                                                               | Scozia                                                                | 1 – 2                                                                 | Italia                                                                | Qual. Euro 2008                                                       | -2                                                                    |                                                                       |
| 26-3-2008                                                             | Glasgow                                                               | Scozia                                                                | 1 – 1                                                                 | Croazia                                                               | Amichevole                                                            | -1                                                                    |                                                                       |
| 30-5-2008                                                             | Praga                                                                 | Rep. Ceca                                                             | 3 – 1                                                                 | Scozia                                                                | Amichevole                                                            | -3                                                                    |                                                                       |
| 20-8-2008                                                             | Glasgow                                                               | Scozia                                                                | 0 – 0                                                                 | Irlanda del Nord                                                      | Amichevole                                                            | -                                                                     | 46’                                                                   |
| 6-9-2008                                                              | Skopje                                                                | Macedonia                                                             | 1 – 0                                                                 | Scozia                                                                | Qual. Mondiali 2010                                                   | -1                                                                    |                                                                       |
| 10-9-2008                                                             | Reykjavík                                                             | Islanda                                                               | 1 – 2                                                                 | Scozia                                                                | Qual. Mondiali 2010                                                   | -1                                                                    | 81’                                                                   |
| 11-10-2008                                                            | Glasgow                                                               | Scozia                                                                | 0 – 0                                                                 | Norvegia                                                              | Qual. Mondiali 2010                                                   | -                                                                     |                                                                       |
| 1-4-2009                                                              | Glasgow                                                               | Scozia                                                                | 2 – 1                                                                 | Islanda                                                               | Qual. Mondiali 2010                                                   | -1                                                                    |                                                                       |
| 5-9-2009                                                              | Glasgow                                                               | Scozia                                                                | 2 – 0                                                                 | Macedonia                                                             | Qual. Mondiali 2010                                                   | -                                                                     |                                                                       |
| 10-10-2009                                                            | Yokohama                                                              | Giappone                                                              | 2 – 0                                                                 | Scozia                                                                | Amichevole                                                            | -2                                                                    |                                                                       |
| 3-3-2010                                                              | Glasgow                                                               | Scozia                                                                | 1 – 0                                                                 | Rep. Ceca                                                             | Amichevole                                                            | -                                                                     |                                                                       |
| 16-11-2010                                                            | Aberdeen                                                              | Scozia                                                                | 3 – 0                                                                 | Fær Øer                                                               | Amichevole                                                            | -                                                                     | 68’                                                                   |
| 18-11-2014                                                            | Glasgow                                                               | Scozia                                                                | 1 – 3                                                                 | Inghilterra                                                           | Amichevole                                                            | -2                                                                    | 46’                                                                   |
| 25-3-2015                                                             | Glasgow                                                               | Scozia                                                                | 1 – 0                                                                 | Irlanda del Nord                                                      | Amichevole                                                            | -                                                                     | 46’                                                                   |
| 5-6-2015                                                              | Edimburgo                                                             | Scozia                                                                | 1 – 0                                                                 | Qatar                                                                 | Amichevole                                                            | -                                                                     | 46’                                                                   |
| 29-3-2016                                                             | Glasgow                                                               | Scozia                                                                | 1 – 0                                                                 | Danimarca                                                             | Amichevole                                                            | -                                                                     |                                                                       |
| 11-11-2016                                                            | Londra                                                                | Inghilterra                                                           | 3 – 0                                                                 | Scozia                                                                | Qual. Mondiali 2018                                                   | -3                                                                    |                                                                       |
| 26-3-2017                                                             | Glasgow                                                               | Scozia                                                                | 1 – 0                                                                 | Slovenia                                                              | Qual. Mondiali 2018                                                   | -                                                                     |                                                                       |
| 10-6-2017                                                             | Glasgow                                                               | Scozia                                                                | 2 – 2                                                                 | Inghilterra                                                           | Qual. Mondiali 2018                                                   | -2                                                                    |                                                                       |
| 1-9-2017                                                              | Vilnius                                                               | Lituania                                                              | 0 – 3                                                                 | Scozia                                                                | Qual. Mondiali 2018                                                   | -                                                                     |                                                                       |
| 4-9-2017                                                              | Glasgow                                                               | Scozia                                                                | 2 – 0                                                                 | Malta                                                                 | Qual. Mondiali 2018                                                   | -                                                                     |                                                                       |
| 5-10-2017                                                             | Glasgow                                                               | Scozia                                                                | 1 – 0                                                                 | Slovacchia                                                            | Qual. Mondiali 2018                                                   | -                                                                     |                                                                       |
| 8-10-2017                                                             | Lubiana                                                               | Slovenia                                                              | 2 – 2                                                                 | Scozia                                                                | Qual. Mondiali 2018                                                   | -2                                                                    |                                                                       |
| 9-11-2017                                                             | Aberdeen                                                              | Scozia                                                                | 0 – 1                                                                 | Paesi Bassi                                                           | Amichevole                                                            | -1                                                                    |                                                                       |
| 7-9-2018                                                              | Glasgow                                                               | Scozia                                                                | 0 – 4                                                                 | Belgio                                                                | Amichevole                                                            | -4                                                                    |                                                                       |
| 14-10-2018                                                            | Londra                                                                | Scozia                                                                | 1 – 3                                                                 | Portogallo                                                            | Amichevole                                                            | -3                                                                    |                                                                       |
| 15-11-2020                                                            | Trnava                                                                | Slovacchia                                                            | 1 – 0                                                                 | Scozia                                                                | UEFA Nations League 2020-2021 - 1º turno                              | -1                                                                    |                                                                       |
| 31-3-2021                                                             | Glasgow                                                               | Scozia                                                                | 4 – 0                                                                 | Fær Øer                                                               | Qual. Mondiali 2022                                                   | -                                                                     |                                                                       |
| 2-6-2021                                                              | Faro                                                                  | Paesi Bassi                                                           | 2 – 2                                                                 | Scozia                                                                | Amichevole                                                            | -2                                                                    |                                                                       |
| 1-9-2021                                                              | Copenaghen                                                            | Danimarca                                                             | 2 – 0                                                                 | Scozia                                                                | Qual. Mondiali 2022                                                   | -2                                                                    |                                                                       |
| 4-9-2021                                                              | Glasgow                                                               | Scozia                                                                | 1 – 0                                                                 | Moldavia                                                              | Qual. Mondiali 2022                                                   | -                                                                     |                                                                       |
| 7-9-2021                                                              | Vienna                                                                | Austria                                                               | 0 – 1                                                                 | Scozia                                                                | Qual. Mondiali 2022                                                   | -                                                                     |                                                                       |
| 9-10-2021                                                             | Glasgow                                                               | Scozia                                                                | 3 – 2                                                                 | Israele                                                               | Qual. Mondiali 2022                                                   | -2                                                                    |                                                                       |
| 12-10-2021                                                            | Tórshavn                                                              | Fær Øer                                                               | 0 – 1                                                                 | Scozia                                                                | Qual. Mondiali 2022                                                   | -                                                                     |                                                                       |
| 12-11-2021                                                            | Chișinău                                                              | Moldavia                                                              | 0 – 2                                                                 | Scozia                                                                | Qual. Mondiali 2022                                                   | -                                                                     |                                                                       |
| 15-11-2021                                                            | Glasgow                                                               | Scozia                                                                | 2 – 0                                                                 | Danimarca                                                             | Qual. Mondiali 2022                                                   | -                                                                     |                                                                       |
| 24-3-2022                                                             | Glasgow                                                               | Scozia                                                                | 1 – 1                                                                 | Polonia                                                               | Amichevole                                                            | -1                                                                    |                                                                       |
| 29-3-2022                                                             | Vienna                                                                | Austria                                                               | 2 – 2                                                                 | Scozia                                                                | Amichevole                                                            | -2                                                                    |                                                                       |
| 1-6-2022                                                              | Glasgow                                                               | Scozia                                                                | 1 – 3                                                                 | Ucraina                                                               | Qual. Mondiali 2022                                                   | -3                                                                    |                                                                       |
| 8-6-2022                                                              | Glasgow                                                               | Scozia                                                                | 2 – 0                                                                 | Armenia                                                               | UEFA Nations League 2022-2023 - 1º turno                              | -                                                                     |                                                                       |
| 11-6-2022                                                             | Dublino                                                               | Irlanda                                                               | 3 – 0                                                                 | Scozia                                                                | UEFA Nations League 2022-2023 - 1º turno                              | -3                                                                    |                                                                       |
| 14-6-2022                                                             | Erevan                                                                | Armenia                                                               | 1 – 4                                                                 | Scozia                                                                | UEFA Nations League 2022-2023 - 1º turno                              | -1                                                                    |                                                                       |
| 21-9-2022                                                             | Glasgow                                                               | Scozia                                                                | 3 – 0                                                                 | Ucraina                                                               | UEFA Nations League 2022-2023 - 1º turno                              | -                                                                     |                                                                       |
| 24-9-2022                                                             | Glasgow                                                               | Scozia                                                                | 2 – 1                                                                 | Irlanda                                                               | UEFA Nations League 2022-2023 - 1º turno                              | -1                                                                    |                                                                       |
| 27-9-2022                                                             | Cracovia                                                              | Ucraina                                                               | 0 – 0                                                                 | Scozia                                                                | UEFA Nations League 2022-2023 - 1º turno                              | -                                                                     |                                                                       |
| 16-11-2022                                                            | Diyarbakır                                                            | Turchia                                                               | 2 – 1                                                                 | Scozia                                                                | Amichevole                                                            | -2                                                                    |                                                                       |
| 7-6-2024                                                              | Glasgow                                                               | Scozia                                                                | 2 – 2                                                                 | Finlandia                                                             | Amichevole                                                            | -2                                                                    | 69’ 83’                                                               |
| 12-10-2024                                                            | Zagabria                                                              | Croazia                                                               | 2 – 1                                                                 | Scozia                                                                | UEFA Nations League 2024-2025 - 1º turno                              | -2                                                                    |                                                                       |
| 15-10-2024                                                            | Glasgow                                                               | Scozia                                                                | 0 – 0                                                                 | Portogallo                                                            | UEFA Nations League 2024-2025 - 1º turno                              | -                                                                     |                                                                       |
| 15-11-2024                                                            | Glasgow                                                               | Scozia                                                                | 1 – 0                                                                 | Croazia                                                               | UEFA Nations League 2024-2025 - 1º turno                              | -                                                                     |                                                                       |
| 18-11-2024                                                            | Varsavia                                                              | Polonia                                                               | 1 – 2                                                                 | Scozia                                                                | UEFA Nations League 2024-2025 - 1º turno                              | -1                                                                    |                                                                       |
| 20-3-2025                                                             | Il Pireo                                                              | Grecia                                                                | 0 – 1                                                                 | Scozia                                                                | UEFA Nations League 2024-2025 - Play-off                              | -                                                                     |                                                                       |
| 23-3-2025                                                             | Glasgow                                                               | Scozia                                                                | 0 – 3                                                                 | Grecia                                                                | UEFA Nations League 2024-2025 - Play-off                              | -3                                                                    |                                                                       |
| Totale                                                                |                                                                       | Presenze (4º posto)                                                   | 81                                                                    |                                                                       | Reti                                                                  | -77                                                                   |                                                                       |

## Palmarès

### Club
- Coppa di Scozia: 4

Hearts: 2005-2006
Celtic: 2016-2017, 2017-2018, 2018-2019
- Coppa di Lega scozzese: 5

Celtic: 2014-2015, 2016-2017, 2017-2018, 2018-2019, 2019-2020
- Campionato scozzese: 6

Celtic: 2014-2015, 2015-2016, 2016-2017, 2017-2018, 2018-2019, 2019-2020
- Scottish Championship: 1

Hearts: 2020-2021

### Individuale
- SFWA Young Player of the Year: 1

2004
- SFWA Player of the Year: 2[56][57]

2006, 2015
- PFA Scottish Premiership Team of the Year: 1[58]

2014-2015